# DeKalb County (Missouri)
DeKalb County is een county in de Amerikaanse staat Missouri.
De county heeft een landoppervlakte van 1.099 km² en telt 11.597 inwoners (volkstelling 2000). De hoofdplaats is Maysville.